# Zoltán Harsányi
Zoltán Harsányi (Eslovaquia, 1 de junio de 1987), futbolista eslovaco, de ascendencia húngaro. Juega de delantero y su actual equipo es el Bolton Wanderers de la Premier League de Inglaterra.

## Clubes
| Club             | País       | Año       |
| ---------------- | ---------- | --------- |
| FC Senec         | Eslovaquia | 2006-2007 |
| Bolton Wanderers | Inglaterra | 2007-     |

- Datos: Q218934